# August Zeddies
August Zeddies (* 8. Juli 1897 in Springe am Deister; † 10. Februar 1957 in Hannover) war ein deutscher Buchautor.

## Leben
Mit zwölf Jahren zog August Zeddies mit seiner Familie nach Hannover. Sein erlernter Beruf war Drogist. 1916 wurde er einberufen, durch zwei Verwundungen wurde er behindert.
Der Drogist aus dem Leinetal war jahrzehntelang als Schriftsteller tätig. Er verarbeitete seine Beobachtungen über die Flora und Fauna von Feld, Wald und Wiese und ihrer Bewohner in Tierromanen, aber auch in Romanen, Kinder- und Jugendbüchern und vielen anderen, zumeist nicht veröffentlichten Werken. Er schrieb viel Lokales und Heimatliches, dann im Feuilleton, verfasste Märchenbücher und zahlreiche Heidegedichte, schuf viele Kurzgeschichten, schrieb auch in Plattdeutsch. August Zeddies gestaltete unter anderem zwei große Bauernromane und zwei Hörspiele. Verlegt wurden insgesamt zehn seiner Bücher.
Zeddies gab in den Jahren von 1934 bis 1944 rund 50 Vorlesungen, so zum Beispiel in Hannover, Breslau, Wien, Königsberg, Saarbrücken.